# (11984) Manet
(11984) Manet (voorlopige aanduiding 1995 UK45) is een planetoïde in de planetoïdengordel, die op 20 oktober 1995 werd ontdekt door Eric Walter Elst tijdens zijn verblijf in Caussols. De planetoïde werd in 2009 vernoemd naar de 19e-eeuwse Frans kunstschilder Édouard Manet.
(11984) Manet is een planetoïde van 5,4 tot 5,9 km diameter.

## Baan om de Zon
De planetoïde beschrijft een baan om de Zon die gekenmerkt wordt door een perihelium van 2,415 AE en een aphelium van 2,841 AE. De baan wordt ook gekenmerkt door een lage excentriciteit van 0,081. De planetoïde heeft een periode van 4,26 jaar (of 1556,08 dagen).